# Adrien Plautin
Pour l’article homonyme, voir Nikolai Fedorovich Plautin.
Adrien Plautin, né le 5 juin 1902 à Marmande et mort le 31 juillet 1996 à Béziers, est un coureur cycliste originaire de l'Hérault. Il a couru trois Tour de France de 1928 à 1930 en catégorie cyclotouriste,.

## Résultats sur le Tour de France
- 1928[4] : dossard 137 au sein de l'équipe MIDI, il abandonne au départ de la 16e étape.
- 1929[5] : dossard 118 au sein de l'équipe TOURISTES-ROUTIERS, il termine 35e au classement final avec plus de onze heures de retard sur le maillot jaune Maurice De Waele.
- 1930[6] : dossard 131 au sein de l'équipe TOURISTES-ROUTIERS, il termine 39e au classement final avec un peu moins de sept heures de retard sur le maillot jaune André Leducq. Son meilleur résultat est une 20e place lors de l'étape entre Luchon et Perpignan. Lors de l'étape suivante, il parvient à décrocher la prime à Béziers[7].